# Vuurstaartkluutkolibrie
De vuurstaartkluutkolibrie (Avocettula recurvirostris) is een vogel uit de familie Trochilidae (kolibries).

## Verspreiding en leefgebied
Deze soort komt voor in het Amazonebekken.